# 남아메리카의 세계유산
다음은 남아메리카의 유네스코 세계유산 목록이다.

## VEN

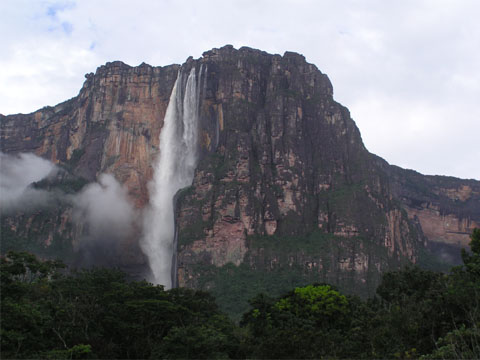
카나이마 국립공원의 앙헬 폭포

## 베네수엘라
- 코로 항구 (1993)
- 카나이마 국립공원 (1994)
- 카라카스 대학 도시 (2000)

## 볼리비아
- 포토시 광산도시 (1987)

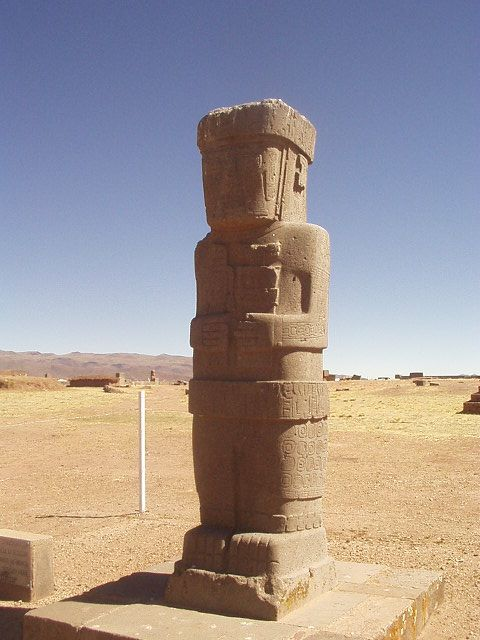
티아우아나코

- 치키토스의 예수회 선교단 시설 (1990)
- 수크레 역사도시 (1991)
- 사마이파타 암벽화 (1998)
- 노엘 캠프 메르카도 국립공원 (2000)
- 티아우아나코 (2000)

## 브라질
- 오우로 프레토 역사도시 (1980)
- 올린다 역사지구 (1982)

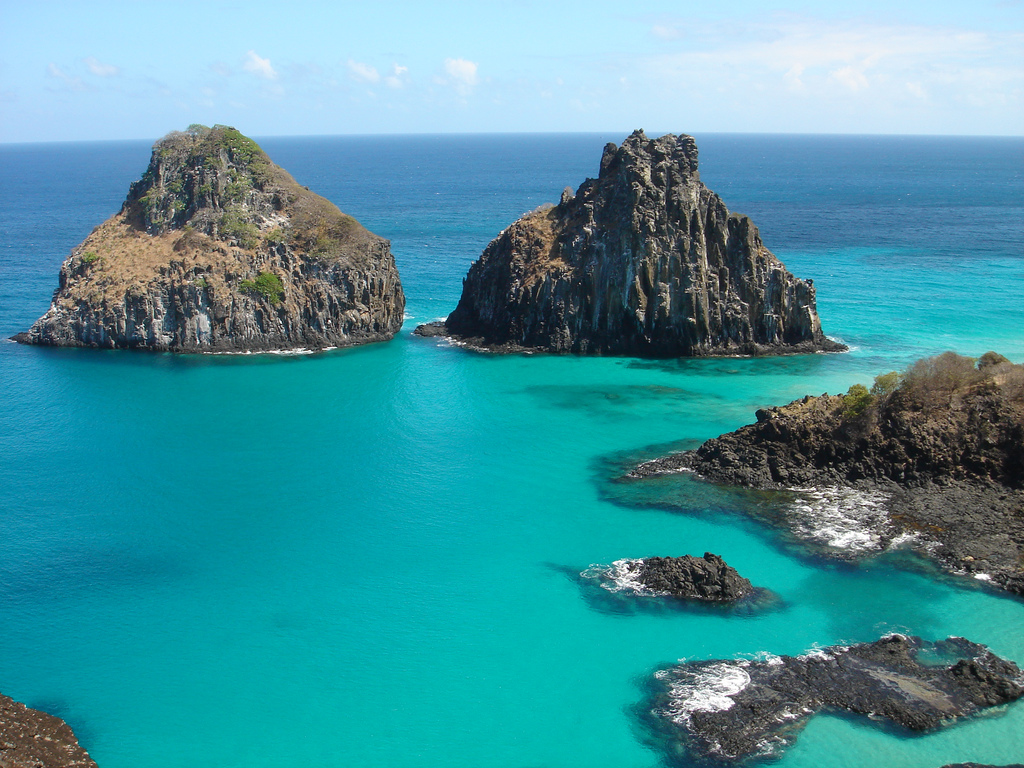
페르난도 지 노로냐

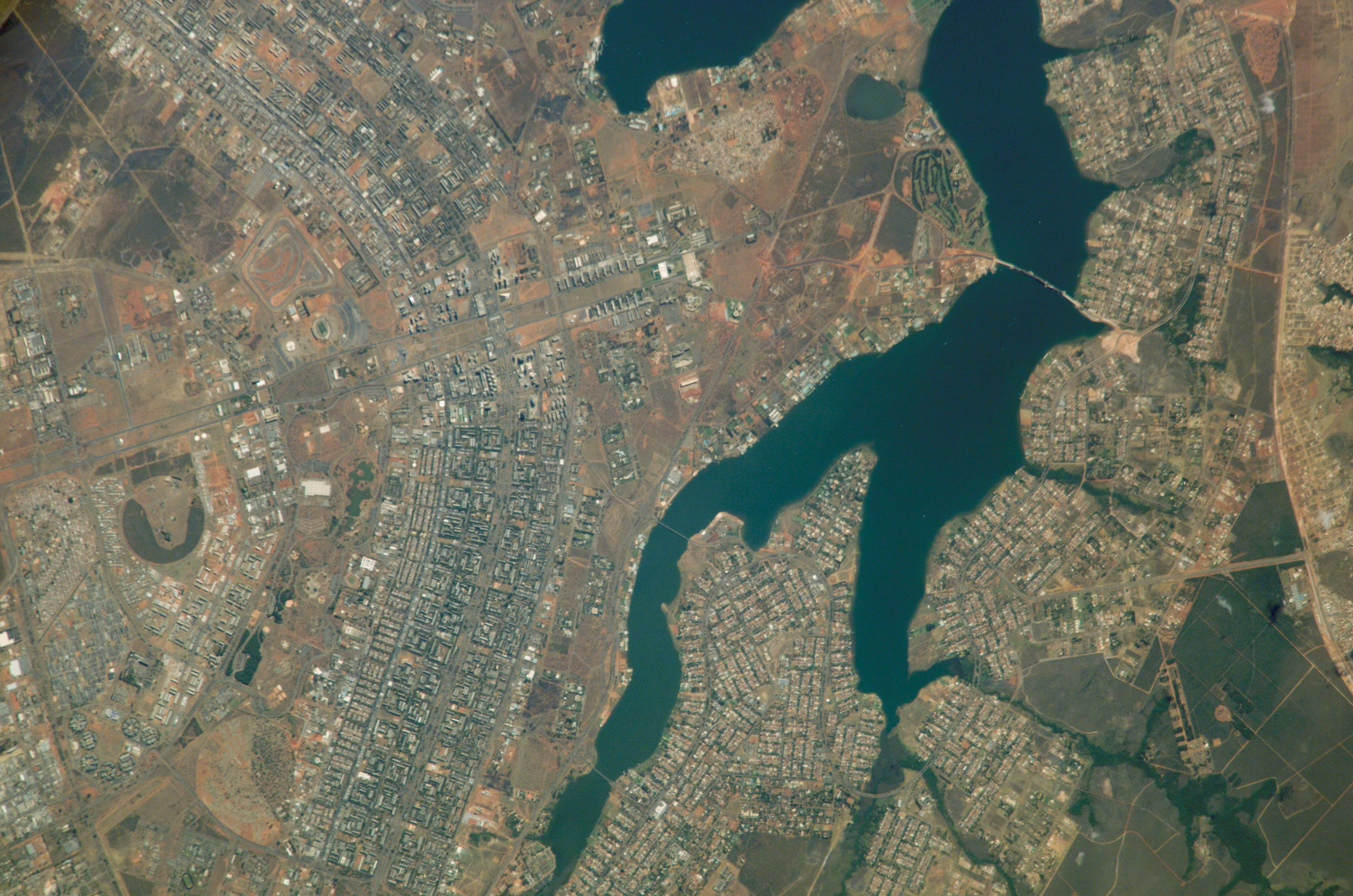
브라질리아

- 과라니족의 예수회 선교단 시설 (1983)
- 사우바도르지바이아 역사지구 (1985)
- 콩고나스의 봉 제수스 성역 (1985)
- 이구아수 국립공원 (1986)
- 브라질리아 (1987)
- 세라 다 카피바라 국립공원 (1991)
- 상루이스 역사지구 (1997)
- 디스커버리 해안 대서양림 보호지역 (1999)
- 남동부 대서양림 보호지역 (1999)
- 디아만티나시 역사지구 (1999)
- 자우국립공원 (2000)
- 판타나우 보존지구 (2000)
- 고이아스 역사지구 (2001)
- 브라질 대서양 제도 (페르난두 지 노로냐와 아톨 다스 로카스 보호지역)  (2001)
- 케라도 열대우림보호지역 (2001)
- 상크리스토방의 상 프란시스쿠 광장 (2010)
- 리우데자네이루, 산과 바다 사이의 경관 (2012)

## 수리남
- 수리남 자연보존지구 (2000)

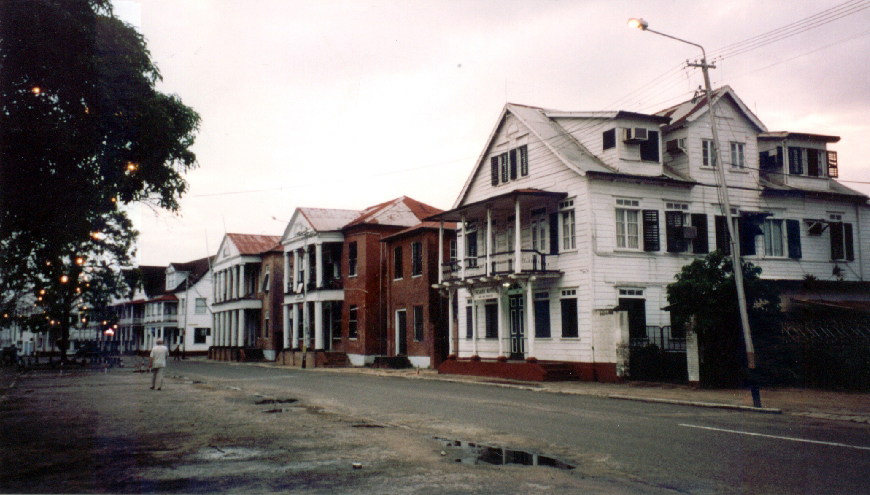
파라마리보

- 파라마리보의 역사적 내부 도시 (2002)

## 아르헨티나

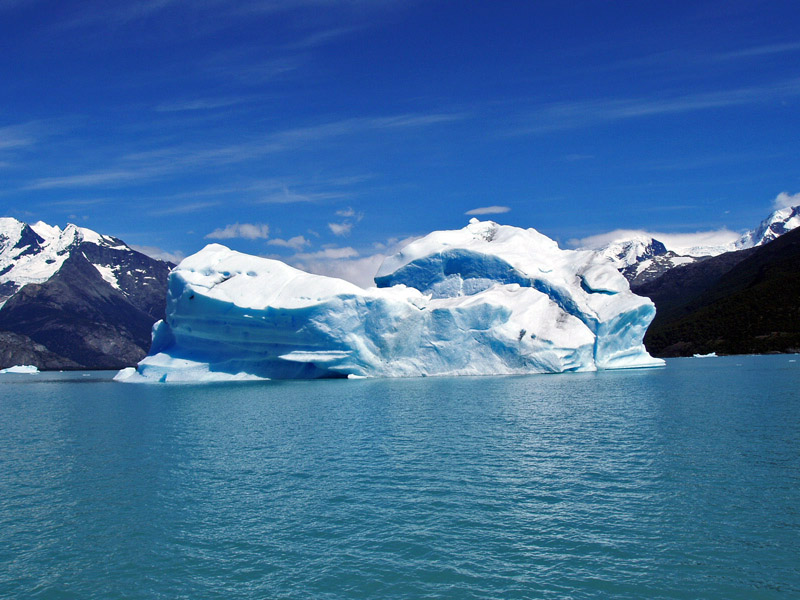
로스글라시아레스 국립공원

- 로스글라시아레스 국립공원(1981)
- 과라니족의 예수회 선교단 시설(1984)
- 이구아수 국립공원(1984)
- 발데스반도(1999)
- 리오 핀투라스 암각화(1999)
- 이치구알라스토와 타람파야 자연공원(2000)
- 코르도바의 예수회 수사 유적(2000)
- 우마우아카 협곡(2003)

## ECU

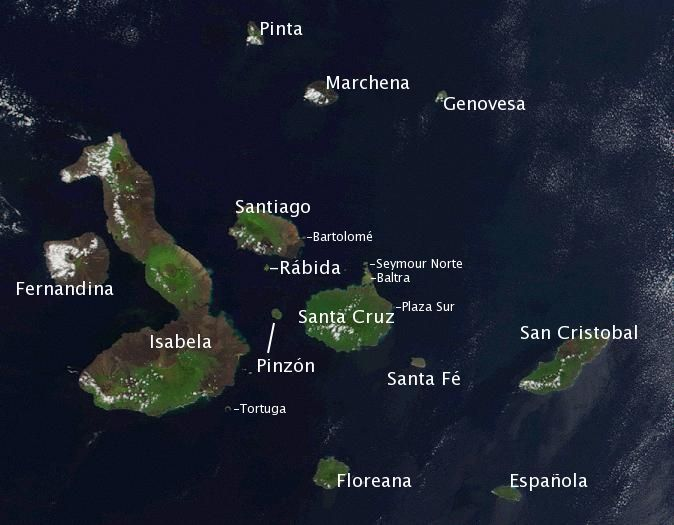
갈라파고스섬

## 에콰도르
- 갈라파고스섬(1978, 2001)
- 키토 구 도시(1978)
- 산가이 국립공원(1983)
- 쿠엥카 역사 지구(1999)

## 우루과이

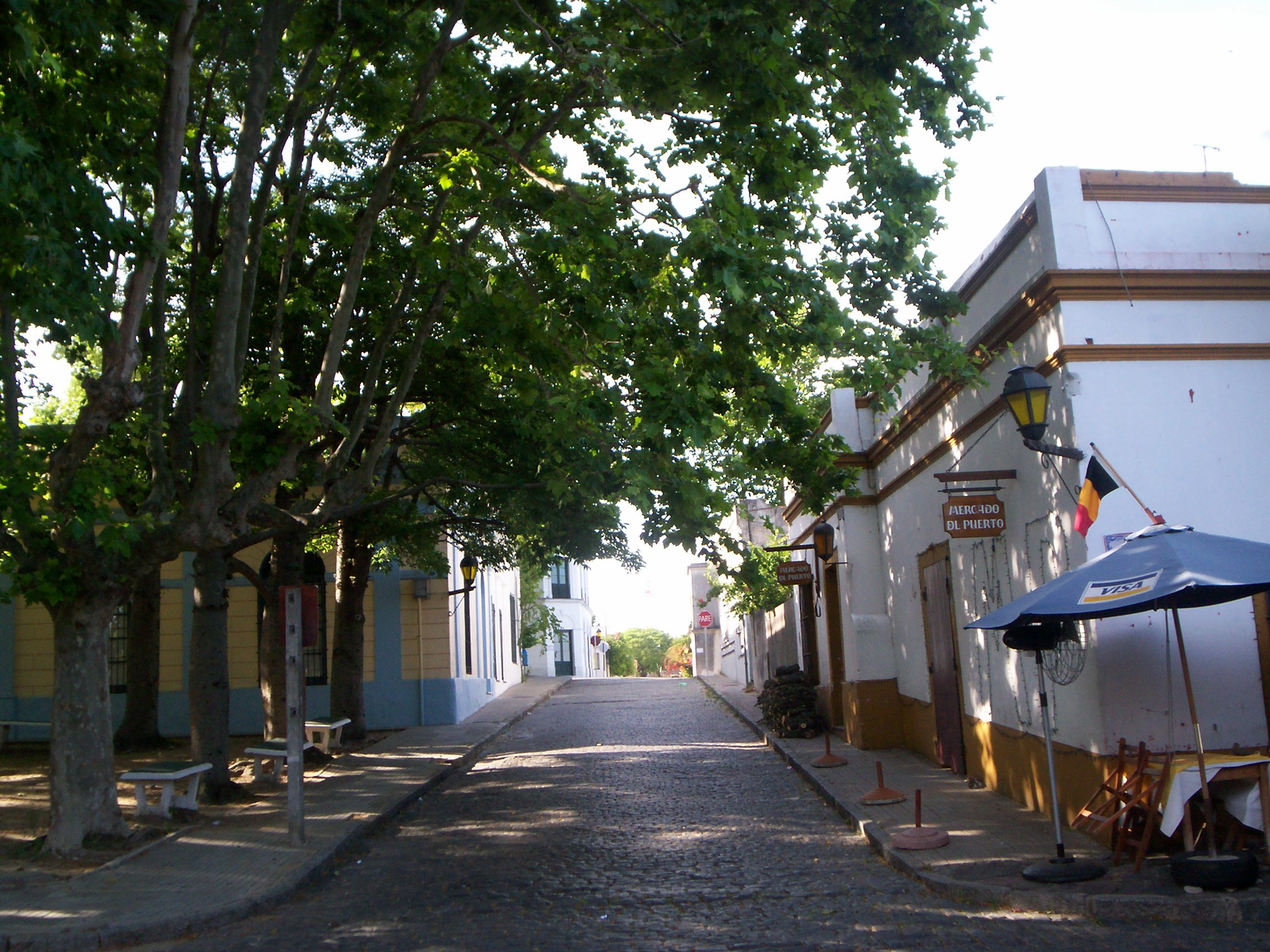
콜로니아델사크라멘토

- 콜로니아델사크라멘토 역사 지구(1995)
- 프라이벤토스 문화 산업 경관(2015)

## 칠레
- 라파 누이 국립공원(1995)
- 칠로에섬 교회군(2000)

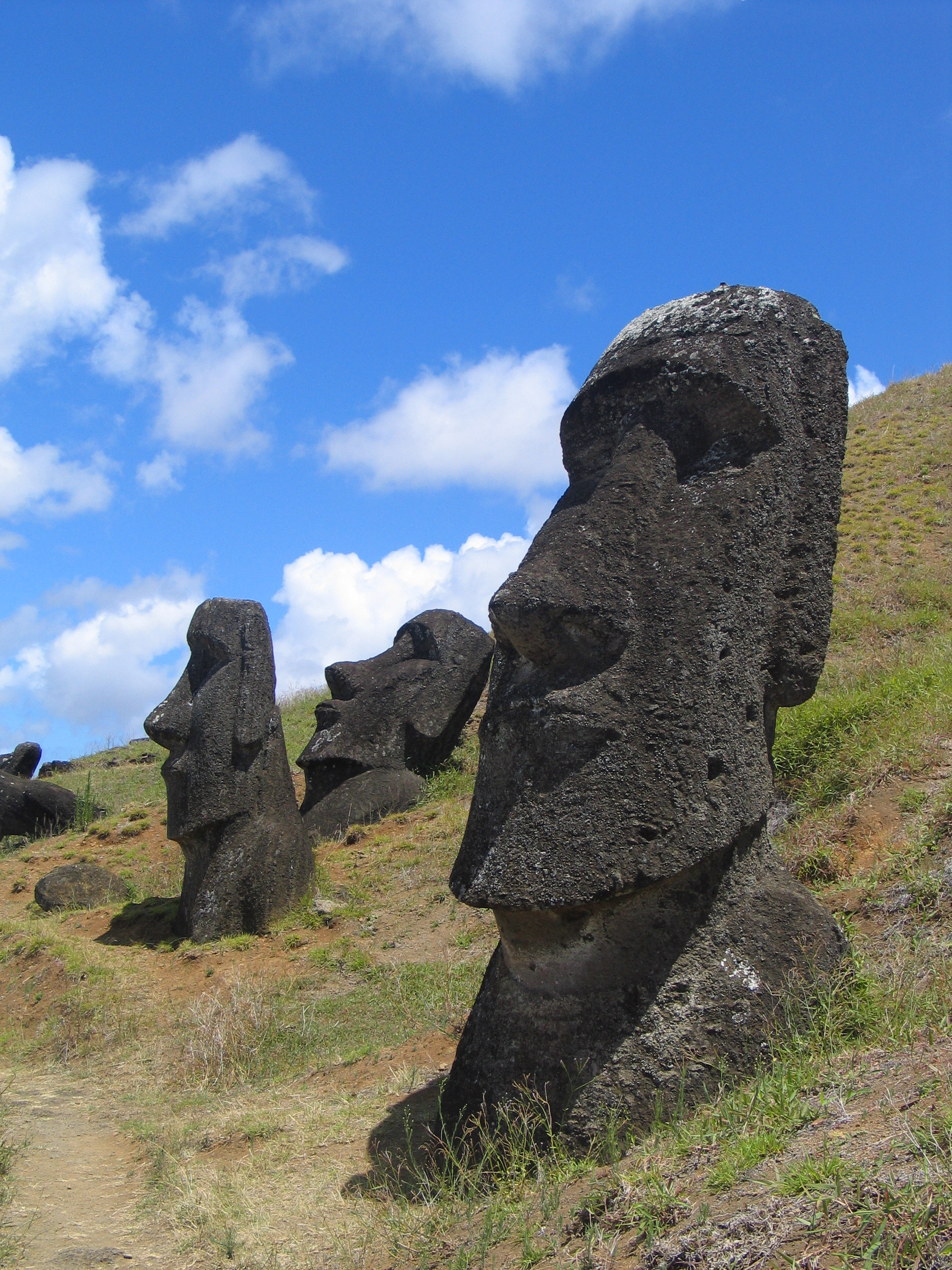
라파 누이 국립공원 의 모아이

- 발파라이소 항구도시의 역사지구(2003)
- 움베르스톤과 산타라우라의 초석 작업장(2005)
- 시웰 광산촌 유적지(2006)

## 콜롬비아

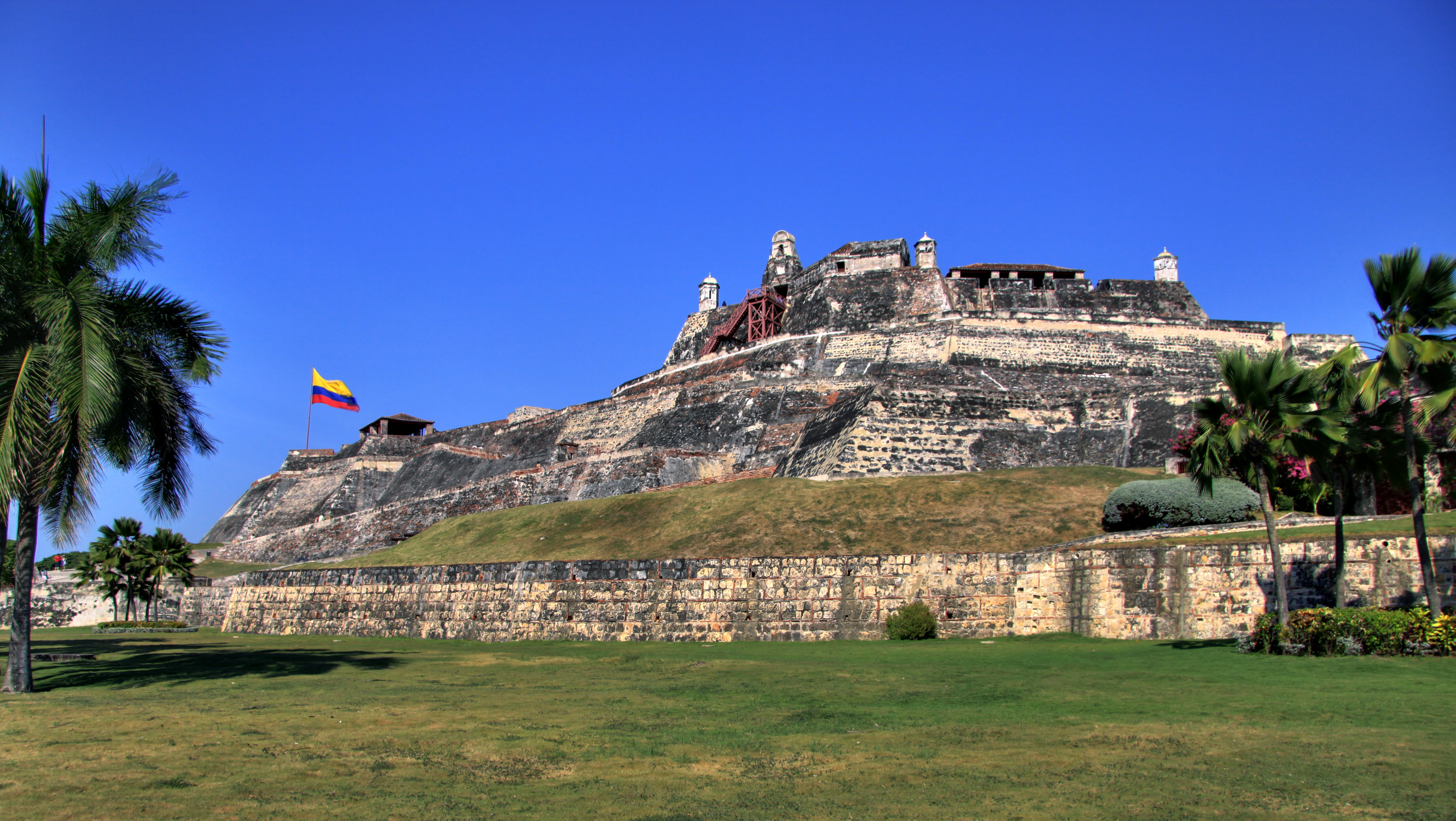
카르타헤나의 요새

- 카르타헤나의 항구 요새역사기념물군(1984)
- 로스 카티오스 국립공원(1994)
- 산타크루스데몸폭스 역사지구(1995)
- 티에라덴트로 국립 고고 공원(1995)
- 산 아구스틴 고고학 공원(1995)
- 말펠로 동식물 보호 해상 구역(2006)
- 콜롬비아 커피 재배 구역(2011)

## 파라과이

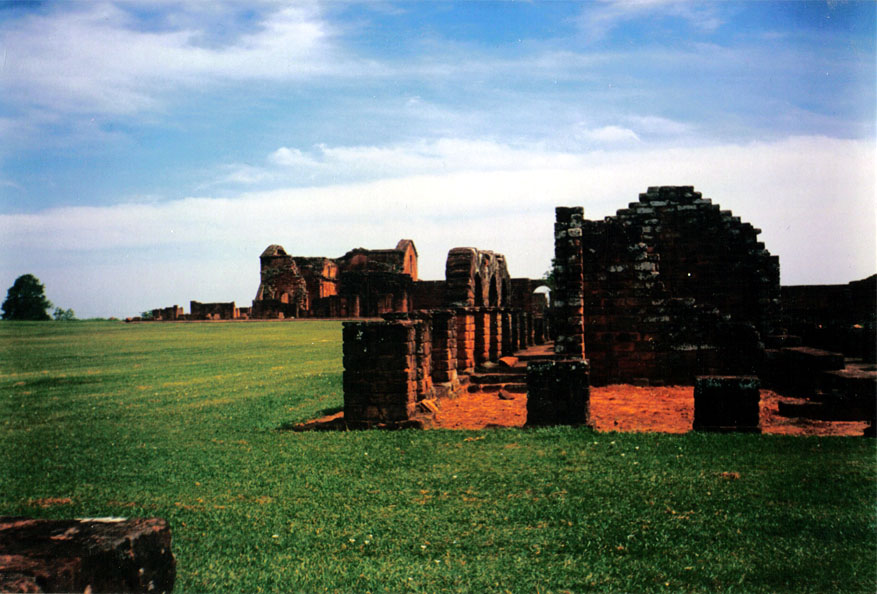
라 산티시마

- 라 산티시마 데 파라나 헤수스 데 타바란게 헤수이트 선교단 시설(1993)

## PER

마추 피추

## 페루
- 마추 피추 역사 보호지구(1983)
- 쿠스코시(1983)
- 후아스카란 국립공원(1985)
- 차빈 고고유적지(1985)
- 찬찬 고고 유적지대(1986)
- 마누 국립공원(1987)
- 리마 역사 지구(1988, 1991)
- 리오 아비세오 국립공원(1990)
- 아레큐파 역사도시(2000)
- 카랄-수페 신성도시(2009)

## 같이 보기
- 아시아의 세계유산
- 유럽의 세계유산
- 아프리카의 세계유산
- 북아메리카의 세계유산
- 오세아니아의 세계유산